# Ульрих фон Цацикгофен
Ульрих фон Цацикгофен (нем. Ulrich von Zazikhofen / Zatzikhoven / Zezikon; конец XII — начало XIII веков) — немецкий поэт-миннезингер, автор «Ланцелета» (нем. Lanzelet; не раньше 1194), немецкой адаптации повествования о рыцаре Круглого стола Ланселоте.
Был священником в Тургау (ныне немецкий кантон Швейцарии). По французскому образцу истории рыцаря Ланселота из Артурова цикла создал собственное поэтическое сочинение на средневерхненемецком языке (период в истории немецкого языка примерно с 1050 по 1350 годы). Его Ланцелет ныне рассматривается как один из основных источников складывания литературного образа героя.
«Ланцелет» фон Цацикгофена был издан Ганом (нем. Heinrich Wilhelm Hahn der Jüngere) в 1845 году.